# Fletcher v. Peck
Fletcher v. Peck war eine bedeutende Entscheidung des Obersten Gerichtshofs der Vereinigten Staaten. Zum ersten Mal erklärte das Gericht ein Gesetz eines Bundesstaates für verfassungswidrig.
Im Rahmen der Besiedlung des Westens der Vereinigten Staaten beschlagnahmte der Staat Georgia in der Nähe des Yazoo River 140.000 Quadratkilometer Land von den Ureinwohnern. Auf diesem Land entstanden später die Bundesstaaten Alabama und Mississippi. 1795 wurde das Land von der Regierung in vier Teile geteilt. Jeder dieser Teile wurde dann von der Regierung zu einem sehr moderaten Preis von $ 500.000, d. h. etwa 1,4 Cent pro Acre, an vier verschiedene Erschließungsgesellschaften verkauft. Dieser von der Legislative des Staates Georgia einhellig unterstützte Verkauf wurde als „Yazoo Land Act of 1795“ bekannt.
Der hier entschiedene Fall ergab sich aus dem Verkauf des Landes an Grundstücksspekulanten, die hierfür Schmiergelder bezahlt hatten (vgl. Yazoo-Skandal). Nachdem die Wählerschaft die meisten Amtsinhaber bei der hierauf folgenden Wahl nicht wiedergewählt hatten, nahm der Landesgesetzgeber den „Yazoo Land Act of 1795“ wieder zurück und erklärte alle nach diesem Gesetz getätigten Verträge für nichtig.
John Peck hatte von einer der Erschließungsgesellschaften ein Stück Land gekauft, welches diese wiederum vom Staat Georgia unter dem „Yazoo Land Act of 1795“ erworben hatte. Er verkaufte das Grundstück dann 1803 an Robert Fletcher weiter, welcher mit der Behauptung Klage gegen Peck erhob, er – Fletcher – habe beim Verkauf des Landes nicht lastenfreies Eigentum erwerben können, da Peck – nach der Aufhebung des „Yazoo Land Act of 1795“ – nie Eigentümer gewesen sei. In dem Urteil argumentierte John Marshall, der Verkauf an die Erschließungsgesellschaften sei ein bindender Vertrag, der nach Artikel I, § 10, Satz 1 der amerikanischen Verfassung (sog. Vertragsklausel) nicht für ungültig erklärt werden könne. Dies gelte selbst dann, wenn der Vertrag illegal zustande gekommen wäre. Damit habe Fletcher uneingeschränkt Eigentum erworben.